# Хрінничка

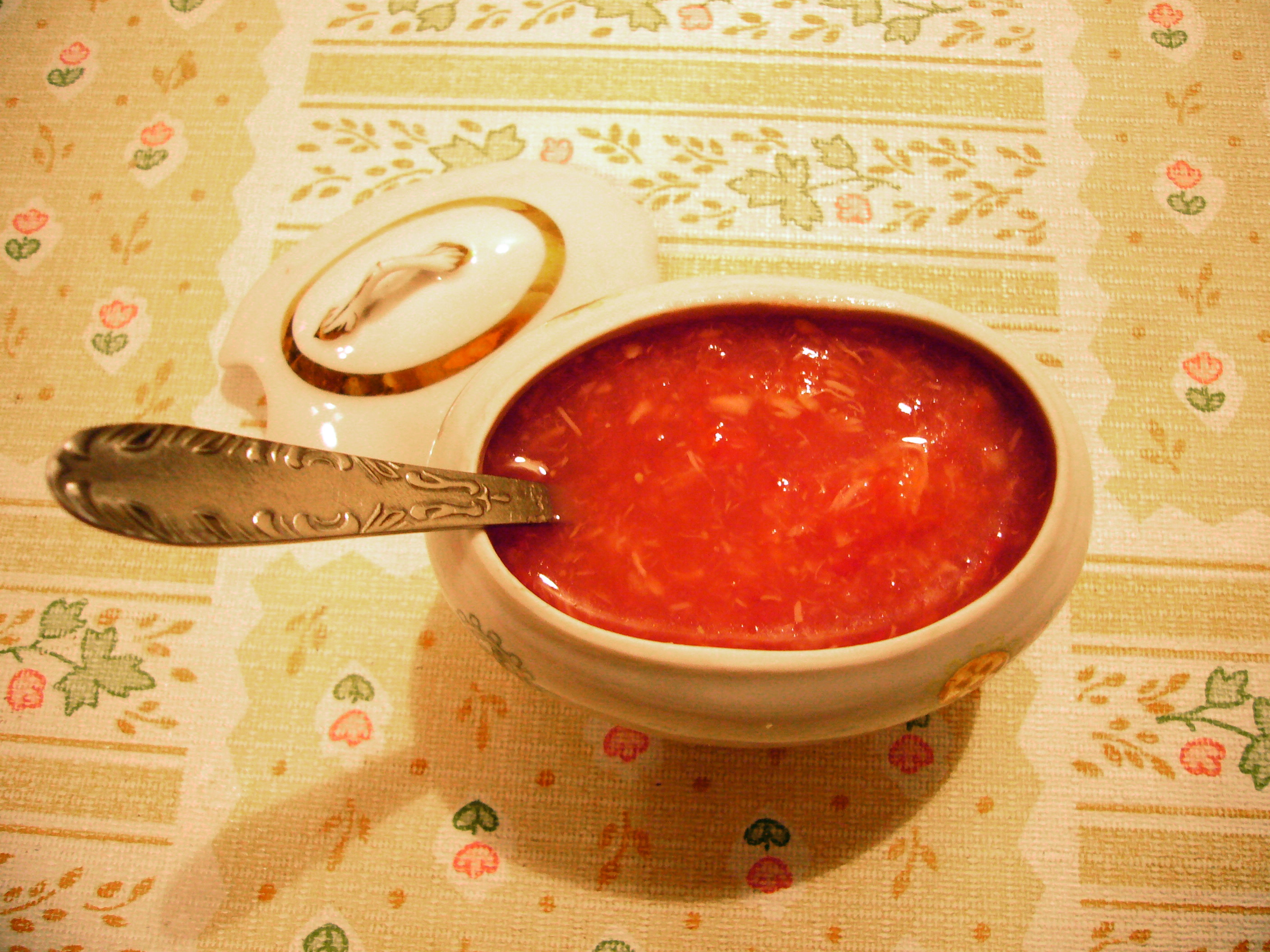
Хрінничка з хріновиною

Хрі́нничка — предмет столового посуду для спецій, підвид соусників для подачі до столу хрону. Призначена для недовготривалого зберігання продукту. 
Посудина об'ємом від 200 до 400 см³, зазвичай циліндричної форми, але також буває складнішою: кулястою, грушоподібною або яйцеподібною. Крім кришки, є одна або дві ручки й іноді піддон. У кришці іноді є отвір для ложечки. Виготовляється з порцеляни, фаянсу або скла. У роздрібний продаж хріннички надходять як штучний товар або у складі столових сервізів та наборів.